# ラデン・サレー
ラデン・サレー（Raden Saleh Syarif Bustaman、1811年5月 - 1880年4月23日）は、当時オランダ領であったジャワ島出身の画家である。ヨーロッパで西洋絵画の教育を受け、ヨーロッパで西洋式の画家として活動した最初のインドネシア人である。

## 略歴
ジャワ島のスマランにジャワの貴族の息子に生まれた。オランダ王、ウィレム1世の命を受けて、博物学標本収集のために東南アジアに派遣されたベルギー生まれの画家、アントワーヌ・パヤン (Antoine Payen:1792-1853)と知り合い、絵を学んだ。オランダの植民地政府は奨学金を与え、サレーをオランダに送り美術教育を受けさせることにした。1829年からデン・ハーグで学び、コルネリス・クルーゼマン(Cornelis Kruseman:1797-1857)からは肖像画を学び、アンドレアス・スヘルフハウト（Andreas Schelfhout:1787-1870）からは風景画を学んだ。
教育が終わると、各国の王室を訪れ、「東洋の王子」という経歴は人々の関心を引き肖像画家として注文を得ることができ、画家として成功した。1851年にインドネシアに戻り、ジョグジャカルタの有力な一族の娘と結婚した。植民地政府の学芸員として働き、インドネシアでも肖像画や、歴史画を描いた。1876年から2年間、再びヨーロッパを旅した。1880年にジャワのボゴールで没した。

## 作品

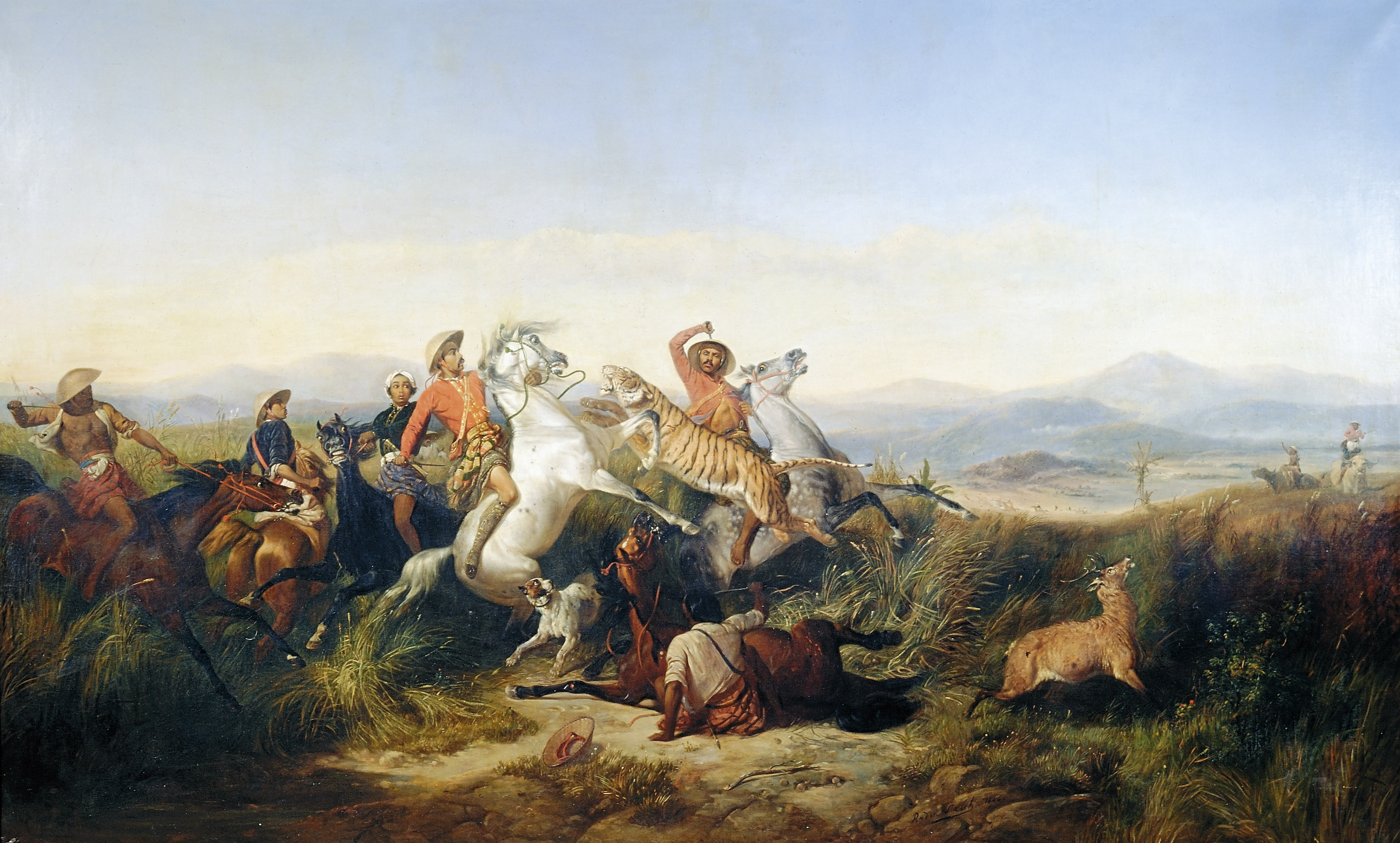
「狩猟」(1846)
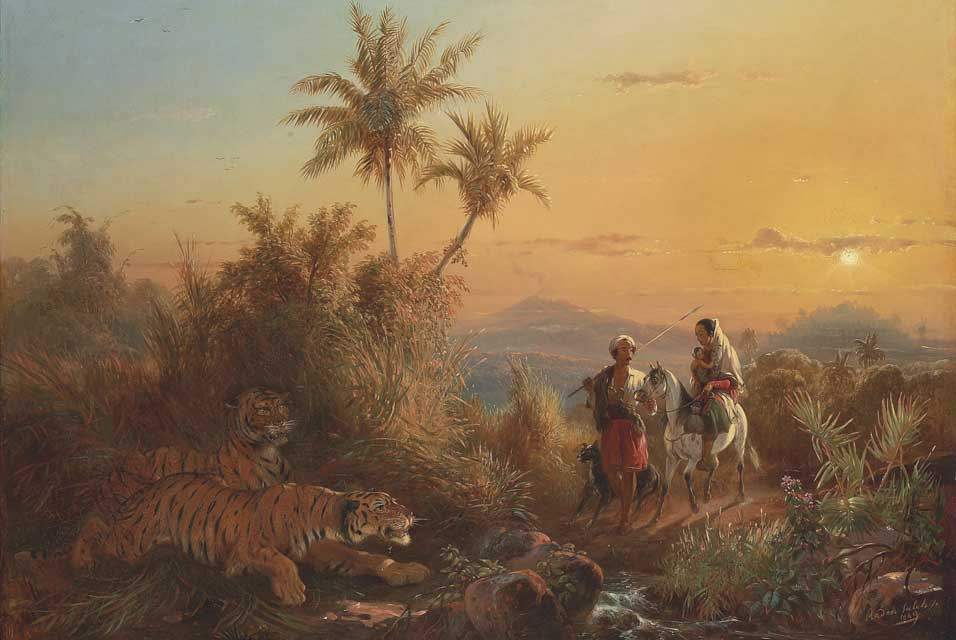
「ジャワ島の虎のいる風景」
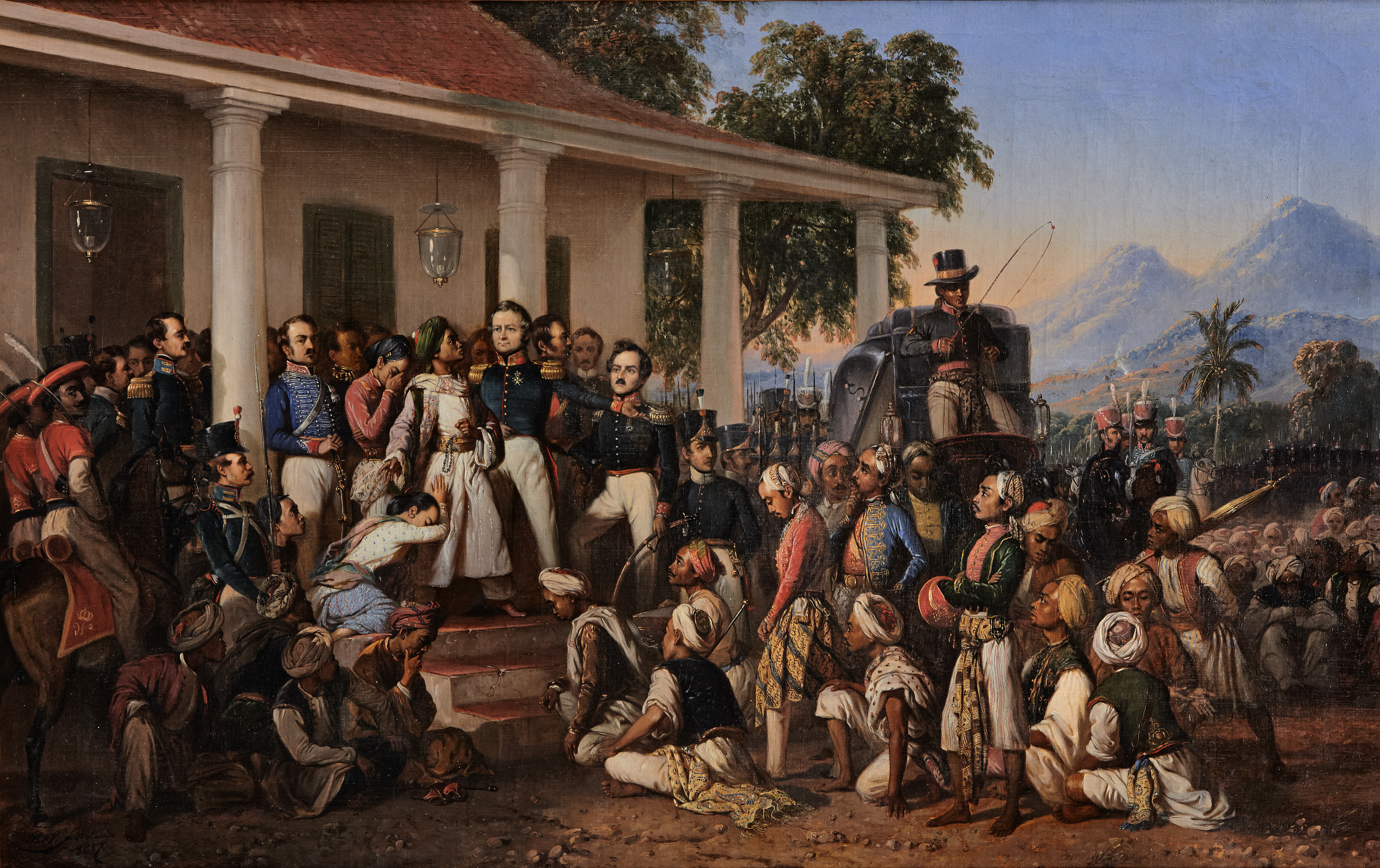
「ジャワ戦争でのDiponegoroの逮捕」(1857)

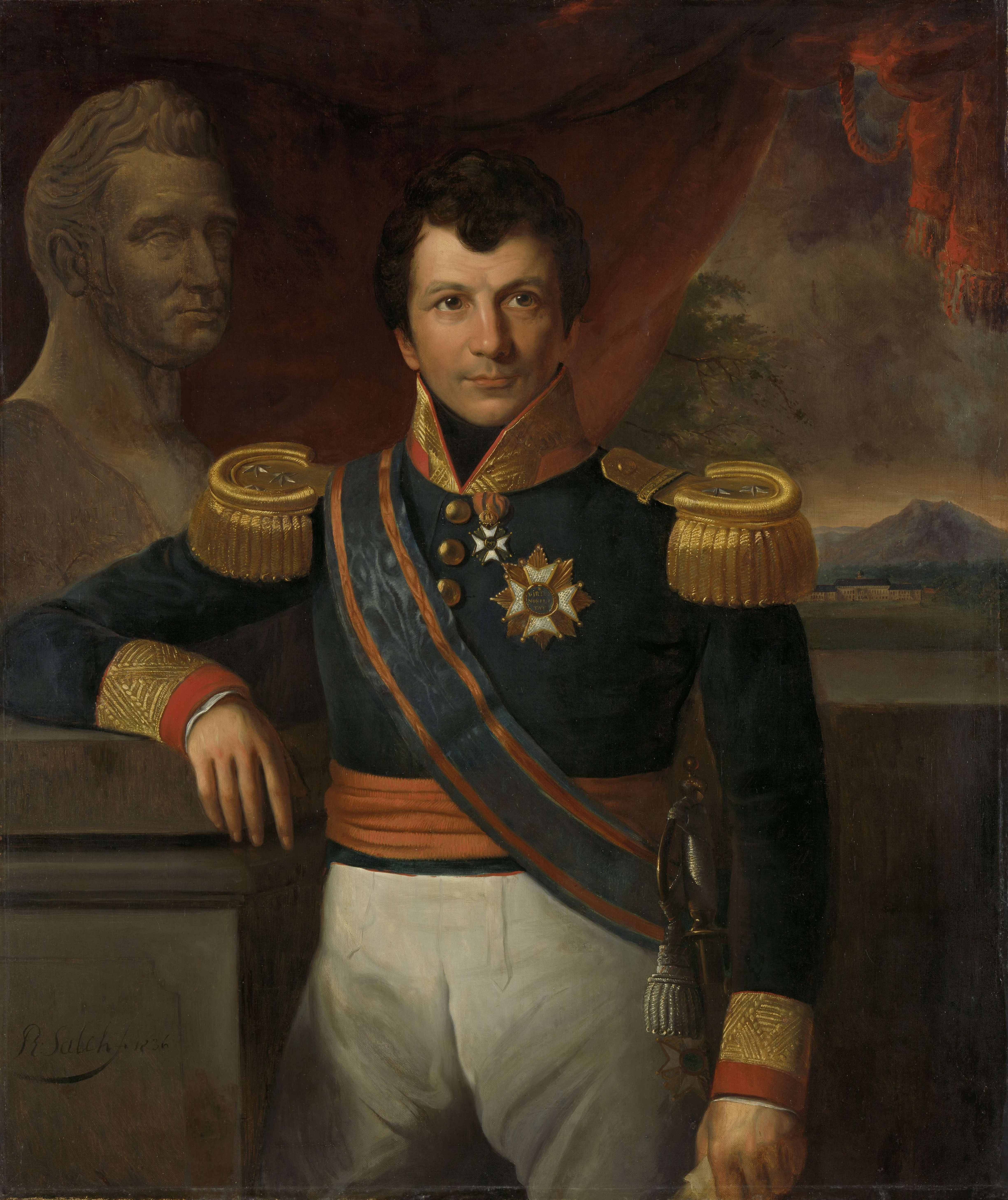
Johannes van den Bosch-植民地の政治家
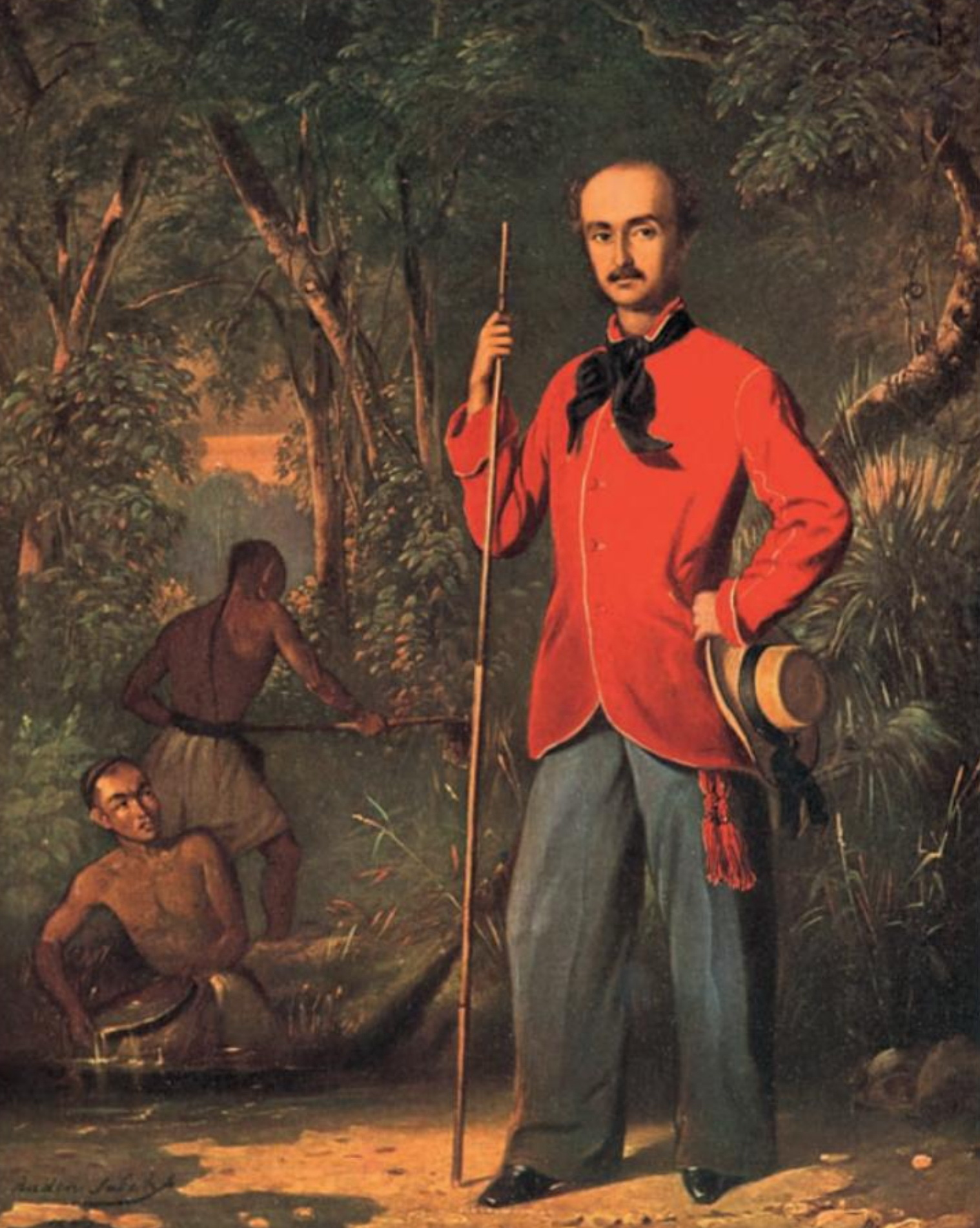
John F. Loudon-植民地総督の兄弟(1855)
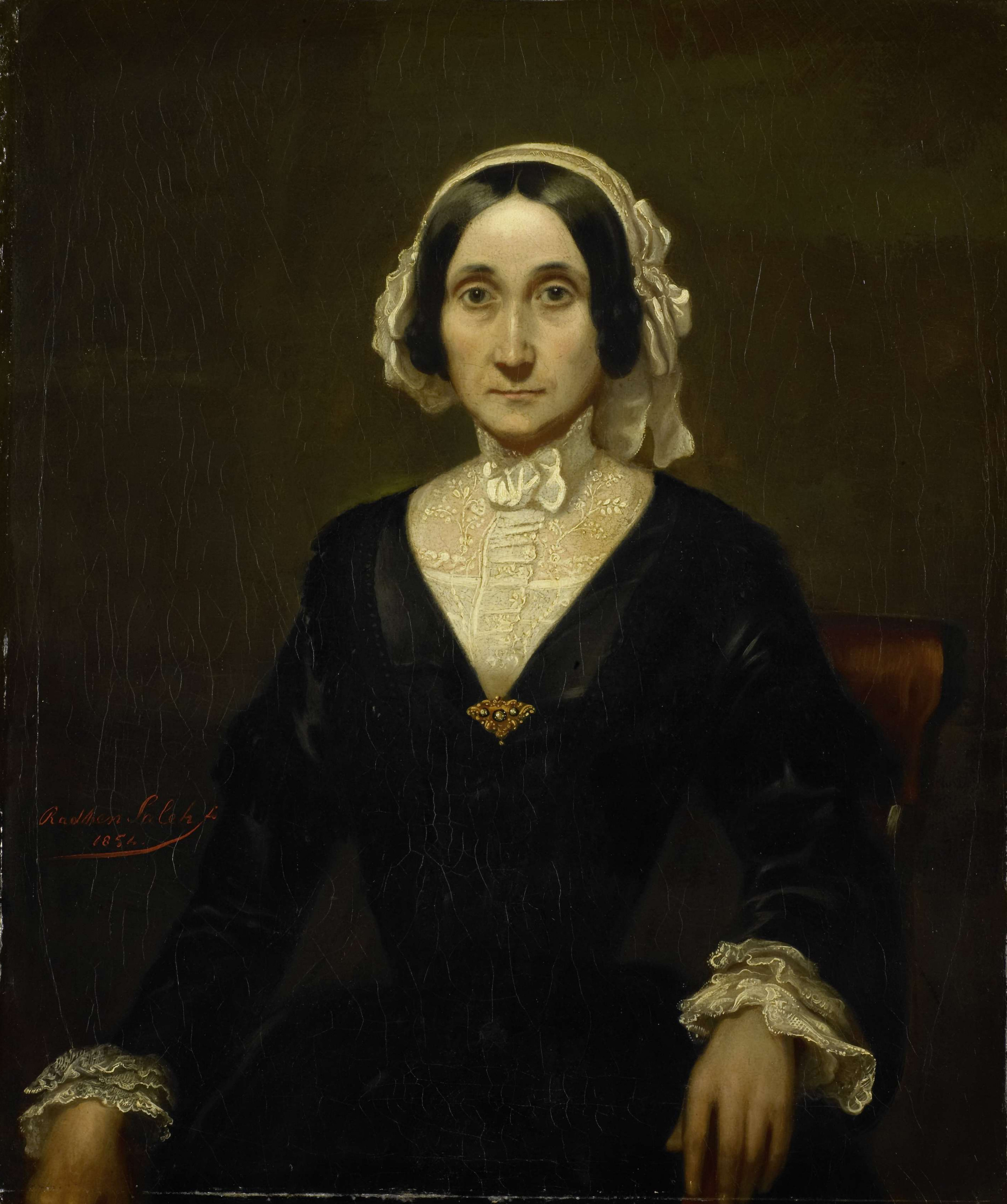
(1854)
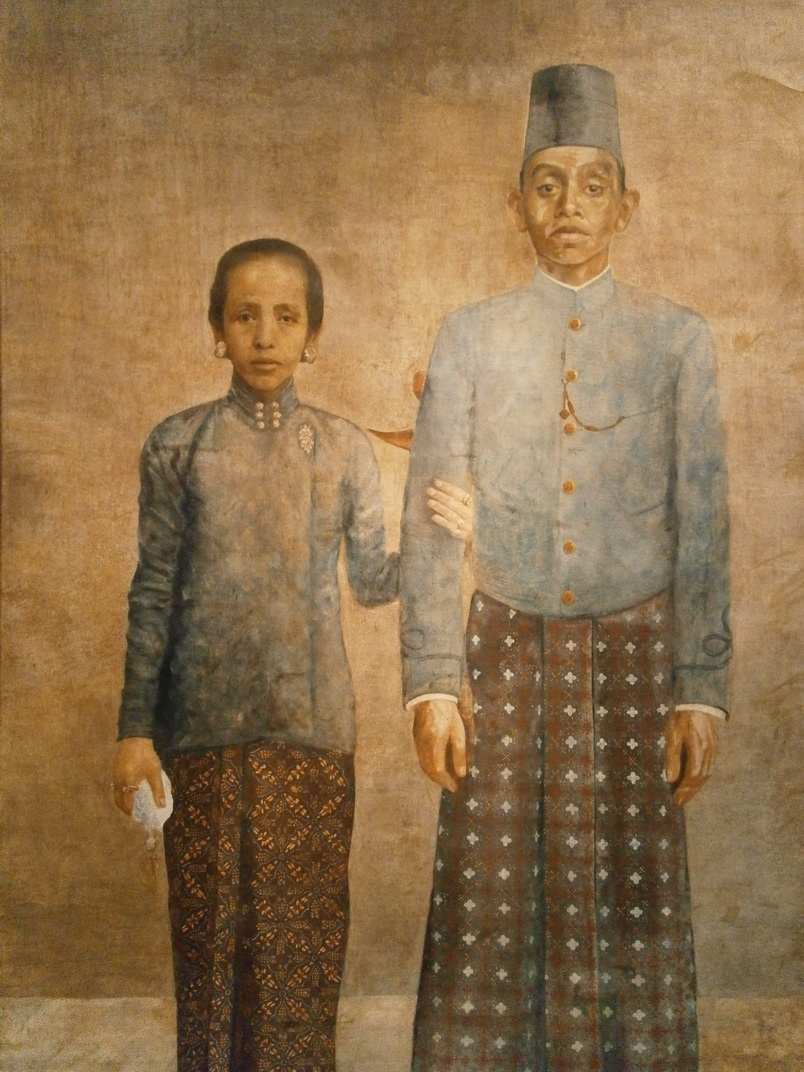
ジャワの貴族